# راونی (بروس)
راونی (به صربی: Ravni) یک منطقهٔ مسکونی در صربستان است که در بروس واقع شده‌است. راونی ۱۹۰ نفر جمعیت دارد.